# 員山堡
員山堡，是台灣北部自清治時期至日治初期的一個行政區劃，其範圍包括今宜蘭縣的員山鄉東部及宜蘭市西部。
員山堡北邊為四圍堡，東北邊為本城堡，東邊為民壯圍堡，南邊為浮洲堡，西邊為蕃地。

## 管轄街庄
員山堡共轄12個庄：
- 今員山鄉境內：外員山庄、三鬮庄、深溝庄、吧荖鬱庄、大湖庄、內員山庄、結頭份庄、新城庄、枕頭山
- 今宜蘭市境內：金六結庄、四鬮庄、珍仔滿力庄